# Rhizocarpon diploschistidina
Rhizocarpon diploschistidina је врста лишајева из породице Rhizocarpaceae.